# 托马斯·克诺尔

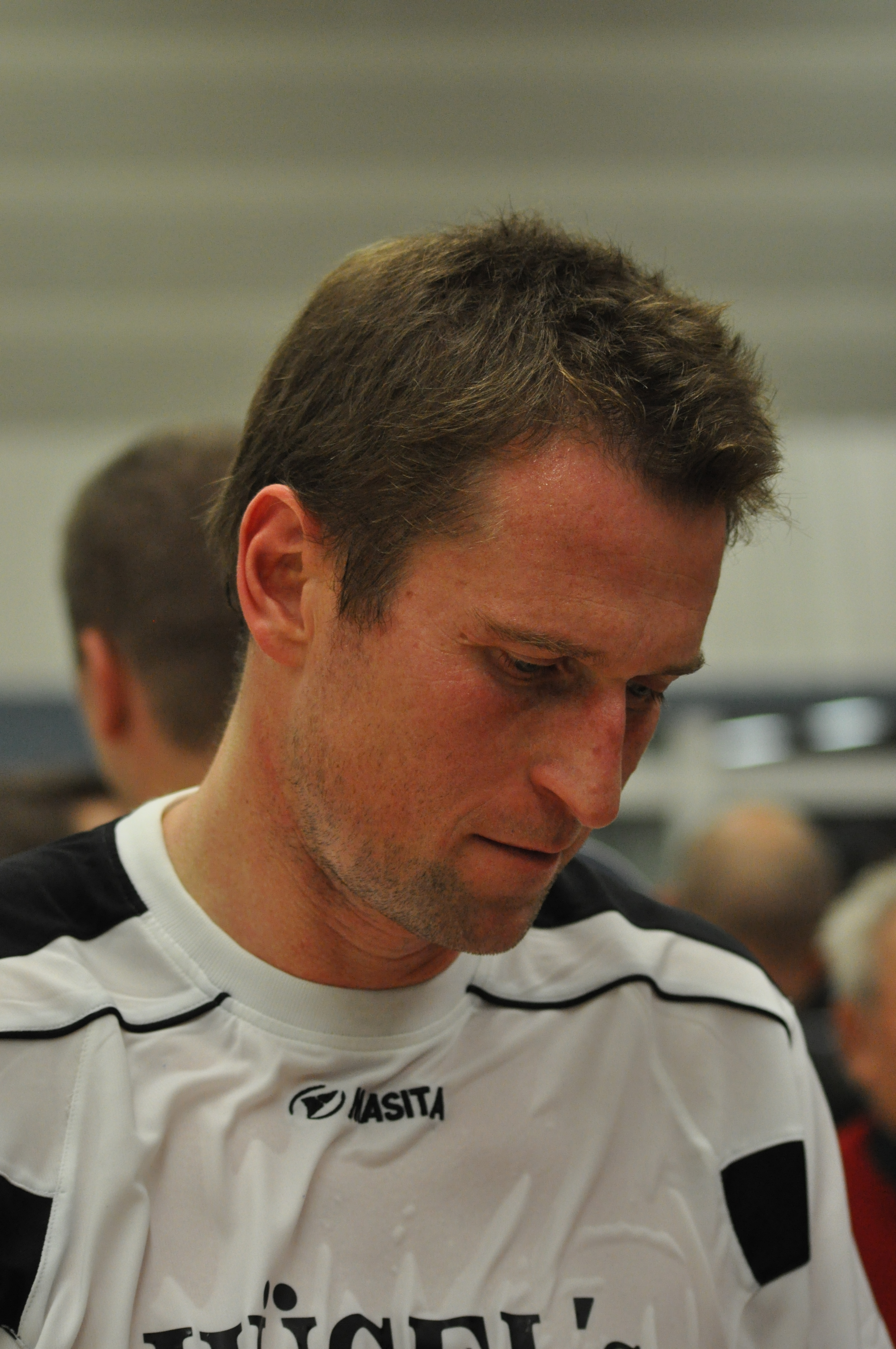
托马斯·克诺尔

托马斯·克诺尔（德語：Thomas Knorr，1971年5月16日—），德国男子手球运动员。他曾代表德国国家队参加1996年夏季奥林匹克运动会手球比赛，获得第七名。

## 家庭
儿子尤里·克诺尔。